# League of Ireland 2025
Die League of Ireland 2025 (offiziell: SSE Airtricity League Premier Division nach dem Ligasponsor Airtricity) ist die 105. Spielzeit der höchsten irischen Fußballliga. Die Saison begann am 14. Februar 2025 und endet am 1. November 2025.
Der Absteiger Dundalk FC wurde durch Cork City ersetzt, der nach einer Spielzeit in der First Division zurückkehrte.

## Modus
Alle Mannschaften spielen jeweils viermal an 36 Spieltagen gegeneinander um die Meisterschaft. Das Team auf dem letzten Platz steigt direkt ab, das Team auf dem vorletzten Rang spielt in der Relegation gegen den Abstieg.

## Vereine
| Verein                | Wappen                | Stadt     | Stadion                          | Kapazität |
| --------------------- | --------------------- | --------- | -------------------------------- | --------- |
| Bohemians Dublin      | Bohemians Dublin      | Dublin    | Dalymount Park                   | 4.500     |
| Cork City             | Cork City             | Cork      | Turners Cross                    | 7.485     |
| Derry City            | Derry City            | Derry     | Brandywell Stadium               | 3.700     |
| Drogheda United       | Drogheda United       | Drogheda  | United Park                      | 3.500     |
| Galway United         | Galway United         | Galway    | Eamonn Deacy Park                | 5.000     |
| Shamrock Rovers       | Shamrock Rovers       | Dublin    | Tallaght Stadium                 | 10.5000   |
| Shelbourne FC         | Shelbourne FC         | Dublin    | Tolka Park                       | 5.750     |
| Sligo Rovers          | Sligo Rovers          | Sligo     | The Showgrounds                  | 4.000     |
| St Patrick’s Athletic | St Patrick’s Athletic | Dublin    | Richmond Park                    | 5.340     |
| Waterford FC          | Waterford FC          | Waterford | Waterford Regional Sports Centre | 5.000     |

## Tabelle
| Pl.                    | Verein                | Sp. | S  | U  | N  | Tore    | Diff. | Punkte |
| ---------------------- | --------------------- | --- | -- | -- | -- | ------- | ----- | ------ |
| 1.                     | Shamrock Rovers       | 27  | 15 | 8  | 4  | 046:230 | +23   | 53     |
| 2.                     | Bohemians Dublin      | 27  | 13 | 4  | 10 | 033:260 | +7    | 43     |
| 3.                     | Derry City            | 27  | 12 | 6  | 9  | 036:290 | +7    | 42     |
| 4.                     | Drogheda United (P)   | 27  | 10 | 12 | 5  | 030:250 | +5    | 42     |
| 5.                     | Shelbourne FC (M)     | 27  | 9  | 12 | 6  | 034:290 | +5    | 39     |
| 6.                     | St Patrick’s Athletic | 27  | 10 | 8  | 9  | 032:270 | +5    | 38     |
| 7.                     | Waterford FC          | 27  | 10 | 4  | 13 | 032:460 | −14   | 34     |
| 8.                     | Galway United         | 27  | 7  | 9  | 11 | 029:350 | −6    | 30     |
| 9.                     | Sligo Rovers          | 27  | 7  | 5  | 15 | 033:460 | −13   | 26     |
| 10.                    | Cork City (N)         | 27  | 3  | 10 | 14 | 027:460 | −19   | 19     |
| Stand: 11. August 2025 |                       |     |    |    |    |         |       |        |

Platzierungskriterien: 1. Punkte – 2. Tordifferenz – 3. geschossene Tore

| (M) | amtierender irischer Meister          |
| (P) | amtierender irischer Pokalsieger      |
| (N) | Neu/Aufsteiger aus der First Division |

## Kreuztabelle
| Hinrunde (Runden 1–18) | Hinrunde (Runden 1–18) | Hinrunde (Runden 1–18) | Hinrunde (Runden 1–18) | Hinrunde (Runden 1–18) | Hinrunde (Runden 1–18) | Hinrunde (Runden 1–18) | Hinrunde (Runden 1–18) | Hinrunde (Runden 1–18) | Hinrunde (Runden 1–18) | 2025 Stand: 11.08.2025 | Rückrunde (Runden 19–36) | Rückrunde (Runden 19–36) | Rückrunde (Runden 19–36) | Rückrunde (Runden 19–36) | Rückrunde (Runden 19–36) | Rückrunde (Runden 19–36) | Rückrunde (Runden 19–36) | Rückrunde (Runden 19–36) | Rückrunde (Runden 19–36) | Rückrunde (Runden 19–36) |
| Bohemians Dublin       | Cork City              | Derry City             | Drogheda United        | Galway United          | Shamrock Rovers        | Shelbourne FC          | Sligo Rovers           | St Patrick’s Athletic  | Waterford United       | Verein                 | Bohemians Dublin         | Cork City                | Derry City               | Drogheda United          | Galway United            | Shamrock Rovers          | Shelbourne FC            | Sligo Rovers             | St Patrick’s Athletic    | Waterford United         |
| ---------------------- | ---------------------- | ---------------------- | ---------------------- | ---------------------- | ---------------------- | ---------------------- | ---------------------- | ---------------------- | ---------------------- | ---------------------- | ------------------------ | ------------------------ | ------------------------ | ------------------------ | ------------------------ | ------------------------ | ------------------------ | ------------------------ | ------------------------ | ------------------------ |
| •                      | 1:0                    | 1:0                    | 0:1                    | 0:2                    | 1:0                    | 1:0                    | 4:2                    | 2:1                    | 1:2                    | Bohemians Dublin       | •                        | :                        | :                        | 0:1                      | 3:0                      | 2:0                      | :                        | 1:1                      | :                        | :                        |
| 2:1                    | •                      | 1:2                    | 1:1                    | 2:2                    | 1:1                    | 1:1                    | 1:1                    | 0:2                    | 2:1                    | Cork City              | 0:2                      | •                        | :                        | 1:1                      | 1:0                      | :                        | :                        | 2:3                      | 0:0                      | :                        |
| 1:0                    | 2:1                    | •                      | 1:3                    | 1:1                    | 1:2                    | 2:0                    | 3:0                    | 1:0                    | 1:2                    | Derry City             | 1:1                      | 0:0                      | •                        | 3:0                      | 1:1                      | :                        | :                        | :                        | :                        | 7:2                      |
| 1:0                    | 3:2                    | 1:1                    | •                      | 1:1                    | 1:2                    | 2:2                    | 3:0                    | 0:0                    | 2:0                    | Drogheda United        | :                        | :                        | :                        | •                        | 1:0                      | 1:2                      | :                        | 1:0                      | :                        | 0:0                      |
| 1:2                    | 2:1                    | 2:3                    | 2:1                    | •                      | 0:1                    | 1:1                    | 0:1                    | 2:1                    | 1:0                    | Galway United          | :                        | :                        | :                        | :                        | •                        | 0:0                      | 1:1                      | :                        | 3:1                      | 2:4                      |
| 2:3                    | 4:1                    | 0:0                    | 3:0                    | 0:0                    | •                      | 2:2                    | 2:0                    | 1:0                    | 2:0                    | Shamrock Rovers        | :                        | 4:1                      | 2:0                      | :                        | :                        | •                        | :                        | :                        | 4:0                      | 1:0                      |
| 1:0                    | 1:1                    | 3:1                    | 0:1                    | 2:2                    | 1:1                    | •                      | 3:2                    | 2:1                    | 0:1                    | Shelbourne FC          | 2:2                      | 3:1                      | 0:1                      | 1:1                      | :                        | 1:2                      | •                        | :                        | :                        | :                        |
| 0:1                    | 1:1                    | 0:1                    | 2:2                    | 1:2                    | 2:1                    | 1:2                    | •                      | 0:1                    | 2:3                    | Sligo Rovers           | :                        | :                        | 2:0                      | :                        | 2:1                      | 2:2                      | 0:2                      | •                        | :                        | 1:0                      |
| 3:0                    | 3:2                    | 2:0                    | 0:0                    | 2:0                    | 2:2                    | 0:0                    | 4:3                    | •                      | 2:2                    | St Patrick’s Athletic  | 0:0                      | :                        | 0:1                      | 0:0                      | :                        | :                        | 0:1                      | 3:0                      | •                        | :                        |
| 0:3                    | 2:1                    | 2:1                    | 2:2                    | 1:0                    | 1:3                    | 0:1                    | 0:4                    | 1:2                    | •                      | Waterford FC           | 2:1                      | 2:0                      | :                        | :                        | :                        | :                        | 2:2                      | :                        | 0:2                      | •                        |

## Relegation
Das Relegationsspiel findet am 8. oder 9. November 2025 im Tallaght Stadium in Dublin statt. Dabei trifft der Gewinner der Play-off-Spiele der First Division auf den Tabellenneunten.
| Datum   |  | Ergebnis |  |
| ------- |  | -------- |  |
| 11.2025 |  | –:–      |  |